# Johannes Bugenhagen

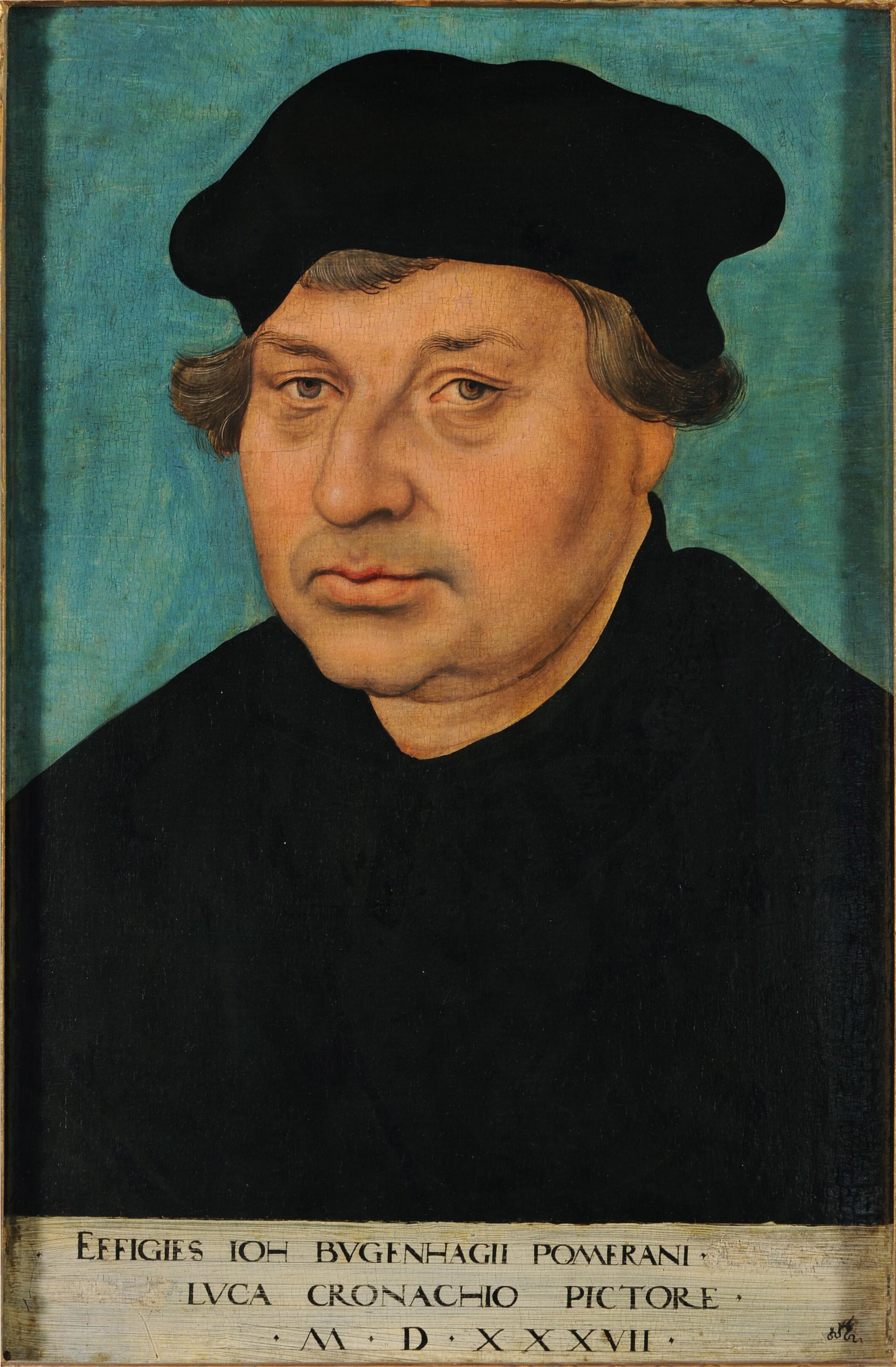
Johannes Bugenhagen door Lucas Cranach de Oude, 1537

Johannes Bugenhagen (Wollin, 24 juni 1485 - Wittenberg, 20 april 1558) - alias Doctor Pomeranus - was een Duitse theoloog en kerkhervormer. Hij was een medestander van Maarten Luther.
Bugenhagen was tot 1521 werkzaam in Pommeren, waar hij theologie had gestudeerd aan de Universiteit van Greifswald. In 1521 kwam hij in aanraking met de ideeën van Luther en vertrok hij naar Wittenberg in Saksen. Daar werd hij in 1523 predikant van de Stadskerk, leraar aan de Universiteit en superintendent van de Saksische Kurkreis. Tijdens zijn carrière als kerkhervormer stelde hij onder meer de kerkordes op van Pommeren, Brunswijk-Wolfenbüttel, Denemarken en Noorwegen.
- Bibliothèque nationale de France: cb11999628x (data)
- Biografisch Portaal: 22860396
- Gemeinsame Normdatei: 118517287
- International Standard Name Identifier: 0000 0001 2118 5292
- Library of Congress Control Number: n83010952
- Nationale Bibliotheek van Letland: 000312863
- Nationale Bibliotheek van Tsjechië: ola2009507515
- Nationale Bibliotheek van Israël: 987007259279605171
- Nationale Bibliotheek van Polen: a0000001274990
- Nederlandse Thesaurus van Auteursnamen: 068923473
- LIBRIS: 179628
- Système universitaire de documentation: 028092481
- Trove: 1067607
- Virtual International Authority File: 4940054